# مرشح تمرير عالي

مرشح مؤلف من مكثف ومقاومة.

مرشِح التمرير العالي في الإلكترونيات (بالإنجليزية: high-pass filter)‏ هو مرشح يعمل على رفض أو توهين الترددات المنخفضة وتمرير الترددات العالية. أبسط أشكال مرشحات التردد العالي هو دائرة الكترونية تتكون من مكثف ومقاومة، بصفة عامة تستخدم المرشحات في الدوائر الكهربية مثل دوائر الاستقبال في الراديو للتخلص من الترددات التي قد تشوش على الإشارة المراد التقاطها وتكبيرها.
توضح الدائرة الكهربية في الشكل السابق فكرة عمل مرشح التمرير العالي، حيث أن المصدر متصل مع المكثف والمقاومة على التوالي ويكوّن الجهد الناتج على طرفي المقاومة.
القيمة العظمى للجهد
{\displaystyle V_{in}}
تعطى بالعلاقة:
{\displaystyle V_{in}=I_{m}\cdot Z=I_{m}\cdot {\sqrt {R^{2}+({\frac {1}{\omega C}})^{2}}}}
وقيمة الجهد الناتج على طرفي المقاومة يعطى من خلال قانون أوم
{\displaystyle V_{out}=I_{m}\cdot R}
بقسمة المعادلتين نحصل على المعادلة التالية:
{\displaystyle {\frac {V_{out}}{V_{in}}}={\frac {R}{\sqrt {R^{2}+({\frac {1}{\omega \cdot C}})^{2}}}}}
من المعادلة نلاحظ أن عند الترددات المنخفضة تكون قيمة الجهد {\displaystyle V_{out}} أقل بكثير من {\displaystyle V_{in}}
وعند الترددات المرتفعة تكون قيمتي الجهد متساويتين {\displaystyle V_{in}=V_{out}}
وهذا يعني أن الدائرة تمرر فقط الترددات المرتفعة ولذلك سميت (بالإنجليزية: high-pass filter)‏ بينما الترددات المنخفضة توقف ولا تمرر.